# Salgadinho (Pernambuco)
Salgadinho es un municipio brasileño del estado de Pernambuco. El municipio está compuesto por el distrito sede y por el poblado de Picarreira. Tiene una población estimada al 2020 de 11.068 habitantes.

## Historia
A finales del siglo XVIII, las tierras del actual municipio de Salgadinho era una hacienda pertenecientes a la familia Alves Camelo, sus primeros habitantes. Alrededor del año 1780, el patriarca João Idelfonso Alves Camelo construyó una capilla dedicada Nuestra Señora de los Dolores, con una imagen de piedra de 1,5 m de altura sobre el altar. En el entorno de esta capilla surgió el poblado y la leyenda sobre la campana de la iglesia. La leyenda cuenta que al final de la construcción faltaba la campana. Un grupo de troperos con sus burros cargados paró en la localidad para descansar frente a la casa grande y la capilla. Al retomar el viaje, recargaban los burros cuando observaron que la campana que traían estaba muy pesada. Sin conseguir levantar la campana, los troperos decidieron venderla a la familia Alves Camelo. Después de la partida de los troperos la campana fue erguida sin dificultad y conducida a la capilla, lo que fue considerado un milagro.
El distrito de Salgadinho era parte del territorio de Bom Jardim. Con la creación del municipio de João Alfredo, Salgadinho pasó a ser distrito de la nueva ciudad. Fue elevado a la categoría de municipio con la denominación de Salgadinho, por la ley provincial nº 4974,de 20 de diciembre de 1963.